# Yassin Mikari
Yassin Mikari (Zurigo, 9 gennaio 1983) è un ex calciatore svizzero naturalizzato tunisino, di ruolo difensore.